# Heinrich Böll
Heinrich Teodor Böll (Colònia, 21 de desembre del 1917 - Colònia, 16 de juliol del 1985) fou un escriptor alemany, guardonat amb el Premi Nobel de Literatura l'any 1972. En honor seu, s'anomenà l'asteroide (7873) Böll descobert el 15 de gener del 1991 per l'astrònom Freimut Börngen.

## Biografia
Era fill de l'escultor Viktor Böll, de fortes conviccions catòliques. Entre 1924 i 1928, acudí a l'escola elemental de Köln Raderthal, i entre aquell any i el 1937 realitzà els seus estudis de secundària a Colònia. El 1937, té el seu primer contacte amb la literatura, treballant en una botiga de llibres i objectes antics que abandonarà un any més tard amb el desig de dedicar-se a l'escriptura. Durant el règim nazi, participà en un camp de treball del règim, ja que era l'única cosa que el podria permetre en el futur entrar a la universitat. Quan estava a punt de matricular-se per cursar estudis de filologia alemanya, l'estiu del 1939, va ser reclutat pel Wehrmacht (exèrcit alemany).
Durant la Segona Guerra Mundial, participà com a soldat al front francès i al front de l'est, i es casà durant un permís el 1942. Va ser capturat i fet presoner per l'exèrcit americà durant la primavera del 1945, i fou reclòs en camps de detinguts a França i Bèlgica. El desembre del 1945, retornà amb la seva esposa a la seva ciutat natal i començà a escriure mentre repara la seva casa destruïda pels bombardejos de la guerra. El 1949, publicà el seu primer llibre, Der Zug war pünktlich, i s'integrà en el Grup 47 i es relacionà amb Hans Werner Richter i Alfred Andersch.
Va morir a la seva ciutat natal el 16 de juliol del 1985.

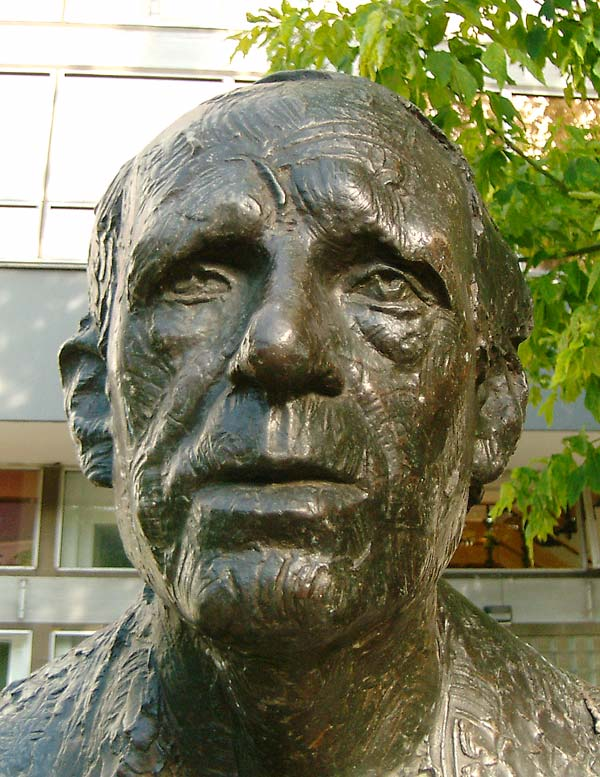
Estàtua que representa Böll, situada a la ciutat de Berlín

## Obra literària
Escriptor àgil i d'estil fi, va ser crític amb el militarisme i l'Alemanya de la postguerra; la seva literatura es caracteritza per les seves fortes conviccions catòliques i el seu sentit de l'humor aspre i dràstic. En el període de postguerra immediat, li va preocupar escriure sobre les memòries de la guerra i sobre l'efecte que tenia -material i psicològic- en les vides de la gent del carrer, la qual convertí en heroïna de la seva escriptura. El 1972, fou guardonat amb el Premi Nobel de Literatura «per la seva escriptura que, amb la combinació d'una àmplia perspectiva en el seu temps i d'una habilitat sensible en la caracterització, ha contribuït a una renovació de la literatura alemanya».

### Obra seleccionada
- 1946-1947: Kreuz ohne Liebe
- 1949: Der Zug war pünktlich
- 1948-1949: Das Vermächtnis
- 1950: Wanderer, kommst du nach Spa
- 1951: Die schwarzen Schafe
- 1951: Nicht nur zur Weihnachtszeit
- 1951: Wo warst du, Adam?
- 1949-1951: Der Engel schwieg
- 1953: Und sagte kein einziges Wort
- 1954: Haus ohne Hüter
- 1955: Das Brot der frühen Jahre
- 1957: Irisches Tagebuch
- 1957: Die Spurlosen
- 1958: Doktor Murkes gesammeltes Schweigen
- 1959: Billard um halb zehn
- 1962: Ein Schluck Erde
- 1963: Ansichten eines Clowns
- 1964: Entfernung von der Truppe
- 1966: Ende einer Dienstfahrt
- 1971: Gruppenbild mit Dame
- 1974: Die verlorene Ehre der Katharina Blum
- 1979: Fürsorgliche Belagerung
- 1981: Was soll aus dem Jungen bloss werden?
- 1982: Vermintes Gelände
- 1983: Die Verwundung
- 1985: Frauen vor Flusslandschaft, publica pòstumament